# Carlos Anaya
Carlos Anaya y López Camelo (San Pedro, 1777 - Montevidéu, 1862), foi um militar, historiador e político uruguaio de origem argentina. Foi senador de 1832 a 1838 e serviu como presidente do Uruguai de 24 de outubro de 1834 a 1 de março de 1835.

## Biografia
Nasceu na Argentina em 1777 e em 1797 foi para o Uruguai. Participou do levante de 1811 e da administração da Província Oriental Autônoma (1815-1817). Foi feito prisioneiro durante a ocupação luso-brasileira, mas logo foi posto em liberdade e se dedicou as suas atividades comerciais até 1825 em apoio à Cruzada Libertadora de Juan Antonio Lavalleja. É o autor do texto da Declaração da Independência (castelhano: Declaratoria de la Independencia), de 25 de agosto de 1825 uma vez que fazia parte da Assembleia de Florida.
Senador de 1832 a 1838, exerceu o poder executivo interinamente entre a fim do período de Fructuoso Rivera, em 24 de outubro de 1834 e a eleição de Manuel Oribe, em 1 de março de 1835. Apoiou este último durante sua presidência e durante a Guerra Grande (1838-1852) devido a qual se retirou da política.